# Vícar
Vícar ist eine spanische Gemeinde im Verwaltungsgebiet Poniente Almeriense der Provinz Almería in der Autonomen Gemeinschaft Andalusien. Die Bevölkerung von Vícar bestand im Jahr 2024 aus 28.835 Einwohnern. Die Gemeinde besteht aus verschiedenen Ortsteilen.

## Geografie
Das höchstgelegene Gebiet der Gemeinde fällt mit dem Südhang der Sierra de Gádor zusammen, an dem sich die Gemeinde Vícar befindet, die sich bis zu 288 m über dem Meeresspiegel erhebt. Zu seinen Füßen liegt das Campo de Dalías, eine Ebene, in der sich der größte Teil der Bevölkerung konzentriert und in der es große Flächen gibt, die der intensiven Landwirtschaft mit zahlreichen Gewächshäusern gewidmet sind.

## Geschichte
In Vícar siedelten einst Römer und Araber. Nach der christlichen Rückeroberung des Gebiets Ende des 15. Jahrhunderts, fiel Vícar im Jahre 1505 als Geschenk an die Stadt Almería. Seit 1782 ist Vícar eine unabhängige Gemeinde.

## Wirtschaft
Die Haupteinnahmequellen liegen in der Landwirtschaft, vor allem im Anbau von Gewächshauskulturen.

## Galerie

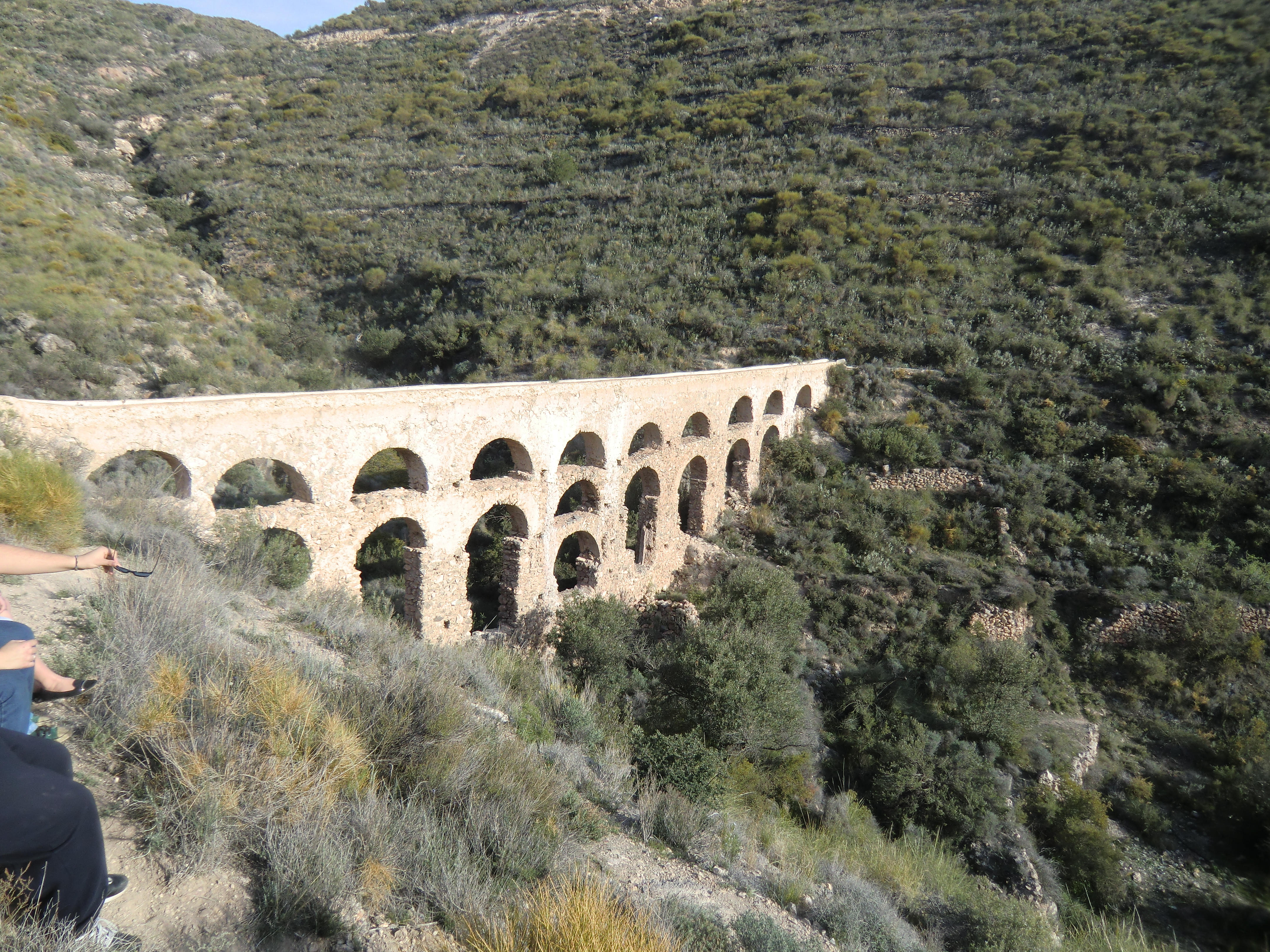
Altes Aquädukt
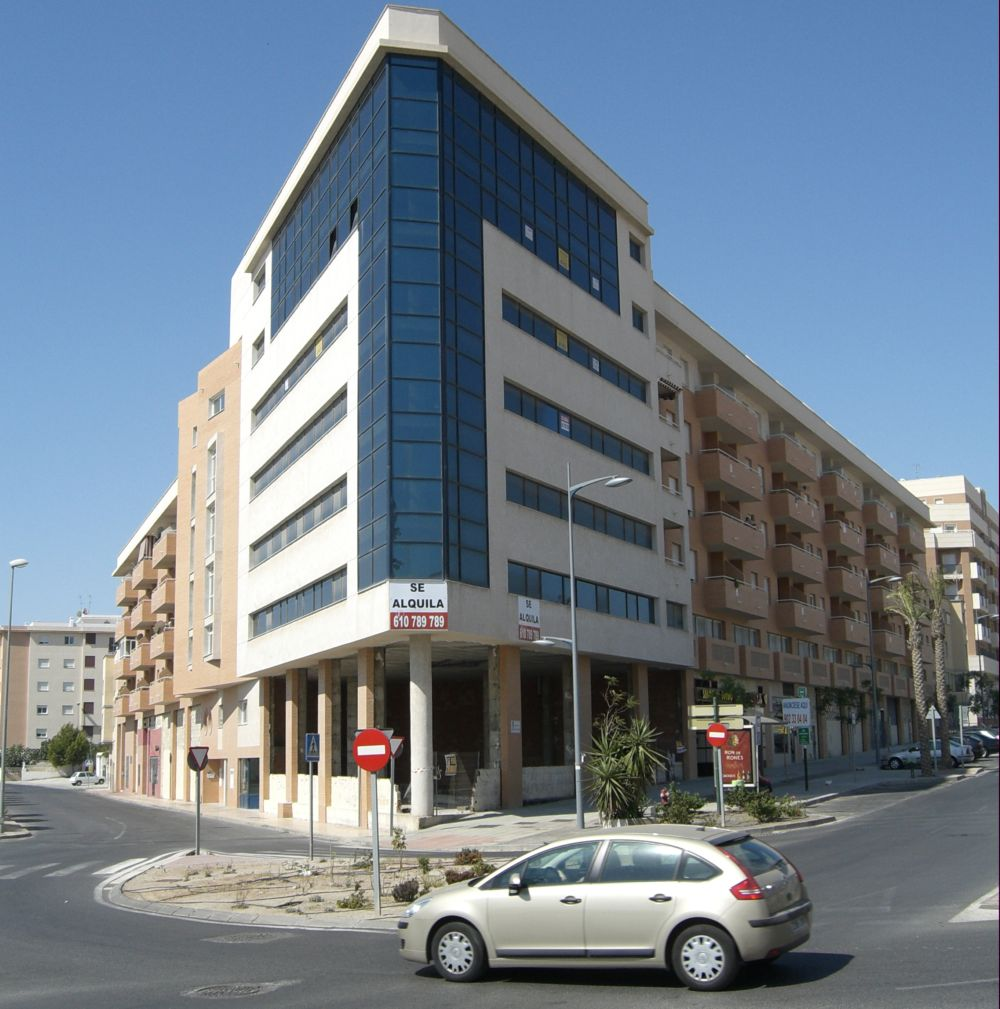
Stadtbild
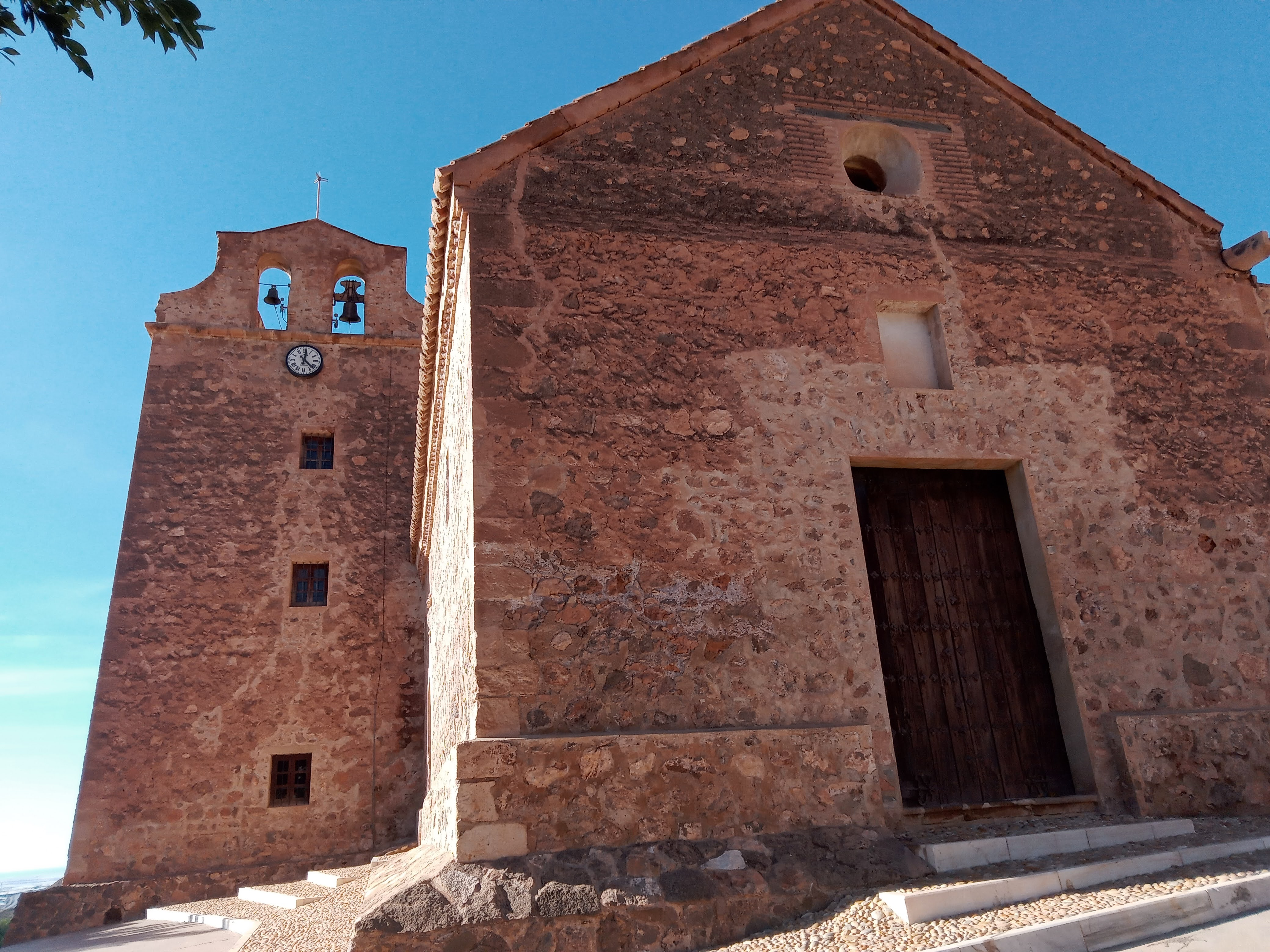
Kirche Iglesia de San Benito